# F3 sudamericana 2010
La stagione 2010 della Formula 3 sudamericana è stata la 24 esima della serie. Iniziò il 16 maggio con una gara all'Autódromo Internacional Nelson Piquet (Brasilia) e terminò il 7 novembre a Interlagos. Il pilota brasiliano Yann Cunha vinse il titolo.

## La pre-stagione

### Calendario
| Gara | Gara | Circuito                                          | Giri         | Lunghezza | Data         | Supporto                     |
| ---- | ---- | ------------------------------------------------- | ------------ | --------- | ------------ | ---------------------------- |
| 1    | G1   | Autódromo Nelson Piquet, Brasilia                 |              |           | 15 maggio    |                              |
| 1    | G2   | Autódromo Nelson Piquet, Brasilia                 |              |           | 16 maggio    |                              |
| 1    | G3   | Autódromo Nelson Piquet, Brasilia                 |              |           | 16 maggio    |                              |
| 2    | G1   | Autódromo Ayrton Senna, Caruaru                   |              |           | 29 maggio    |                              |
| 2    | G2   | Autódromo Ayrton Senna, Caruaru                   |              |           | 30 maggio    |                              |
| 2    | G3   | Autódromo Ayrton Senna, Caruaru                   |              |           | 30 maggio    |                              |
| 3    | G1   | Autódromo Orlando Moura, Campo Grande             |              |           | 17 luglio    |                              |
| 3    | G2   | Autódromo Orlando Moura, Campo Grande             |              |           | 17 luglio    |                              |
| 3    | G3   | Autódromo Orlando Moura, Campo Grande             | 18 luglio    |           |              |                              |
| 4    | G1   | Velopark, Nova Santa Rita                         |              |           | 31 luglio    |                              |
| 4    | G2   | Velopark, Nova Santa Rita                         | 1º agosto    |           |              |                              |
| 4    | G3   | Velopark, Nova Santa Rita                         | 1º agosto    |           |              |                              |
| 5    | G1   | Autódromo de Curitiba, Pinhais                    |              |           | 28 agosto    |                              |
| 5    | G2   | Autódromo de Curitiba, Pinhais                    | 29 agosto    |           |              |                              |
| 5    | G3   | Autódromo de Curitiba, Pinhais                    | 29 agosto    |           |              |                              |
| 6    | G1   | Circuito di Santa Fe, Santa Fe                    |              |           | 11 settembre | Campionato TC 2000           |
| 6    | G2   | Circuito di Santa Fe, Santa Fe                    | 12 settembre |           |              | Campionato TC 2000           |
| 7    | G1   | Circuito di Piriápolis                            |              |           | 2 ottobre    | Gran Premio de Piriápolis    |
| 7    | G2   | Circuito di Piriápolis                            | 3 ottobre    |           |              | Gran Premio de Piriápolis    |
| 8    | G1   | Autódromo de Londrina, Londrina                   |              |           | 16 ottobre   |                              |
| 8    | G2   | Autódromo de Londrina, Londrina                   | 17 ottobre   |           |              |                              |
| 8    | G3   | Autódromo de Londrina, Londrina                   | 17 ottobre   |           |              |                              |
| 9    | G1   | Autódromo José Carlos Pace, San Paolo del Brasile |              |           | 6 novembre   | Gran Premio del Brasile 2010 |
| 9    | G2   | Autódromo José Carlos Pace, San Paolo del Brasile | 7 novembre   |           |              | Gran Premio del Brasile 2010 |

## Piloti e team
| Team                 | No | Pilota            | Classe | Weekend di gara |
| -------------------- | -- | ----------------- | ------ | --------------- |
| Cesario Fórmula      | 1  | Bruno Andrade     | A      | Tutti           |
| Cesario Fórmula      | 2  | Lucas Foresti     | A      | 1               |
| Cesario Fórmula      | 2  | Fabiano Machado   | A      | 5–9             |
| Cesario Fórmula      | 3  | Lucas Foresti     | A      | 7, 9            |
| Cesario Fórmula      | 31 | Fernando Resende  | B      | Tutti           |
| Cesario Fórmula      | 32 | Ronaldo Freitas   | B      | Tutti           |
| Cesario Fórmula      | 33 | Duarte Ferreira   | B      | 3–8             |
| PropCar Racing       | 8  | Nilton Molina     | A      | 1–4             |
| PropCar Racing       | 81 | Daniel Politzer   | B      | 1–2, 7          |
| PropCar Racing       | 81 | Guilherme Lago    | B      | 8–9             |
| Kemba Racing/G-Force | 9  | Leonardo de Souza | A      | 1–5, 8–9        |
| Kemba Racing/G-Force | 41 | Daniel Politzer   | B      | 8–9             |
| Dragão Motorsport    | 11 | Luiz Boesel       | A      | Tutti           |
| Dragão Motorsport    | 29 | Mateus Laba       | A      | 1–5, 8–9        |
| Dragão Motorsport    | 41 | Duarte Ferreira   | B      | 1–2             |
| Dragão Motorsport    | 47 | Francisco Díaz    | B      | Tutti           |
| Bassan Motorsport    | 14 | Aldo Piedade, Jr. | A      | 1               |
| Bassan Motorsport    | 14 | Nilton Molina     | A      | 5               |
| Bassan Motorsport    | 14 | Victor Guerin     | A      | 9               |
| Bassan Motorsport    | 15 | Yann Cunha        | A      | Tutti           |
| Razia Sports         | 17 | Rodolpho Santos   | A      | 1               |
| Hitech Racing Brazil | 27 | Pietro Fantin     | A      | 4–5, 8          |
| Hitech Racing Brazil | 28 | Guilherme Silva   | A      | 9               |
| Capital Motorsport   | 56 | Alberto Cattucci  | B      | 1               |
| Capital Motorsport   | 56 | Jean Spolaor      | B      | 2–4             |

| Icona | Classe   |
| ----- | -------- |
| A     | Classe A |
| B     | Classe B |

- Tutti utilizzano vetture Dallara F309, motorizzate Berta.

## Risultati e classifiche
| Gara | Gara | Circuito        | Tempo | Velocità | Pole Position   | GPV               | Vincitore         | Team                 |
| ---- | ---- | --------------- | ----- | -------- | --------------- | ----------------- | ----------------- | -------------------- |
| 1    | G1   | Brasília        |       |          | Bruno Andrade   | Bruno Andrade     | Bruno Andrade     | Cesario Fórmula      |
| 1    | G2   | Brasília        |       |          |                 | Leonardo de Souza | Lucas Foresti     | Cesario Fórmula      |
| 1    | G3   | Brasília        |       |          | Bruno Andrade   | Lucas Foresti     | Lucas Foresti     | Cesario Fórmula      |
| 2    | G1   | Caruaru         |       |          | Bruno Andrade   | Bruno Andrade     | Bruno Andrade     | Cesario Fórmula      |
| 2    | G2   | Caruaru         |       |          |                 | Bruno Andrade     | Bruno Andrade     | Cesario Fórmula      |
| 2    | G3   | Caruaru         |       |          | Bruno Andrade   | Bruno Andrade     | Bruno Andrade     | Cesario Fórmula      |
| 3    | G1   | Campo Grande    |       |          | Yann Cunha      | Yann Cunha        | Yann Cunha        | Bassan Motorsport    |
| 3    | G2   | Campo Grande    |       |          |                 | Yann Cunha        | Luiz Boesel       | Dragão Motorsport    |
| 3    | G3   | Campo Grande    |       |          | Yann Cunha      | Bruno Andrade     | Yann Cunha        | Bassan Motorsport    |
| 4    | G1   | Nova Santa Rita |       |          | Pietro Fantin   | Pietro Fantin     | Luiz Boesel       | Dragão Motorsport    |
| 4    | G2   | Nova Santa Rita |       |          |                 | Pietro Fantin     | Pietro Fantin     | Hitech Racing Brazil |
| 4    | G3   | Nova Santa Rita |       |          | Pietro Fantin   | Pietro Fantin     | Pietro Fantin     | Hitech Racing Brazil |
| 5    | G1   | Curitiba        |       |          | Bruno Andrade   | Bruno Andrade     | Nilton Molina     | PropCar Racing       |
| 5    | G2   | Curitiba        |       |          |                 | Pietro Fantin     | Pietro Fantin     | Hitech Racing Brazil |
| 5    | G3   | Curitiba        |       |          | Bruno Andrade   | Bruno Andrade     | Bruno Andrade     | Cesario Fórmula      |
| 6    | G1   | Santa Fe        |       |          | Yann Cunha      | Yann Cunha        | Yann Cunha        | Bassan Motorsport    |
| 6    | G2   | Santa Fe        |       |          | Yann Cunha      | Luiz Boesel       | Fabiano Machado   | Cesario Fórmula      |
| 7    | G1   | Piriápolis      |       |          | Yann Cunha      | Fabiano Machado   | Yann Cunha        | Bassan Motorsport    |
| 7    | G2   | Piriápolis      |       |          | Fabiano Machado | Fabiano Machado   | Fabiano Machado   | Cesario Fórmula      |
| 8    | G1   | Londrina        |       |          | Yann Cunha      | Yann Cunha        | Yann Cunha        | Bassan Motorsport    |
| 8    | G2   | Londrina        |       |          |                 | Pietro Fantin     | Leonardo de Souza | Kemba Racing         |
| 8    | G3   | Londrina        |       |          | Yann Cunha      | Pietro Fantin     | Fabiano Machado   | Cesario Fórmula      |
| 9    | G1   | San Paolo       |       |          | Fabiano Machado | Lucas Foresti     | Lucas Foresti     | Cesario Fórmula      |
| 9    | G2   | San Paolo       |       |          | Fabiano Machado | Yann Cunha        | Fabiano Machado   | Cesario Fórmula      |

## Classifica piloti
- I punti sono assegnati secondo lo schema seguente:

| Sistema di punteggio | Sistema di punteggio | Sistema di punteggio | Sistema di punteggio | Sistema di punteggio | Sistema di punteggio | Sistema di punteggio | Sistema di punteggio | Sistema di punteggio | Sistema di punteggio | Sistema di punteggio |
| Posizione            | 1°                   | 2°                   | 3°                   | 4°                   | 5°                   | 6°                   | 7°                   | 8°                   | 9°                   | 10°                  |
| -------------------- | -------------------- | -------------------- | -------------------- | -------------------- | -------------------- | -------------------- | -------------------- | -------------------- | -------------------- | -------------------- |
| Punti                | 25                   | 18                   | 15                   | 12                   | 10                   | 8                    | 6                    | 4                    | 2                    | 1                    |

| Pos                   | Pilota            | BRA             | BRA             | BRA             | CAR             | CAR             | CAR             | CAM             | CAM             | CAM             | VEL             | VEL             | VEL             | CUR             | CUR             | CUR             | SAN             | SAN             | PIR             | PIR             | LON             | LON             | LON             | INT             | INT             | Punti           |
| F3 Sudamericana       | F3 Sudamericana   | F3 Sudamericana | F3 Sudamericana | F3 Sudamericana | F3 Sudamericana | F3 Sudamericana | F3 Sudamericana | F3 Sudamericana | F3 Sudamericana | F3 Sudamericana | F3 Sudamericana | F3 Sudamericana | F3 Sudamericana | F3 Sudamericana | F3 Sudamericana | F3 Sudamericana | F3 Sudamericana | F3 Sudamericana | F3 Sudamericana | F3 Sudamericana | F3 Sudamericana | F3 Sudamericana | F3 Sudamericana | F3 Sudamericana | F3 Sudamericana | F3 Sudamericana |
| --------------------- | ----------------- | --------------- | --------------- | --------------- | --------------- | --------------- | --------------- | --------------- | --------------- | --------------- | --------------- | --------------- | --------------- | --------------- | --------------- | --------------- | --------------- | --------------- | --------------- | --------------- | --------------- | --------------- | --------------- | --------------- | --------------- | --------------- |
| 1                     | Yann Cunha        | 3               | SQ              | 3               | 2               | 5               | 9               | 1               | 3               | 1               | 2               | 2               | 7               | Rit             | 4               | 3               | 1               | Rit             | 1               | 2               | 1               | 6               | 4               | 3               | 4               | 363             |
| 2                     | Bruno Andrade     | 1               | Rit             | 6               | 1               | 1               | 1               | 3               | 2               | 2               | 7               | Rit             | 2               | 8               | 2               | 1               | Rit             | 3               | 2               | 3               | 2               | 9               | 5               | 2               | 5               | 359             |
| 3                     | Luiz Boesel       | 11              | 3               | 4               | 5               | Rit             | 2               | 4               | 1               | 3               | 1               | 6               | Rit             | 9               | 3               | 4               | 2               | 2               | 4               | 4               | 3               | 2               | 2               | 7               | Rit             | 298             |
| 4                     | Fabiano Machado   |                 |                 |                 |                 |                 |                 |                 |                 |                 |                 |                 |                 | 2               | 6               | 6               | 3               | 1               | 3               | 1               | Rit             | Rit             | 1               | 5               | 1               | 174             |
| 5                     | Leonardo de Souza | 6               | 2               | 8               | 3               | Rit             | 4               | 5               | 9               | 5               | Rit             | Rit             | 8               | 6               | Rit             | 5               |                 |                 |                 |                 | 4               | 1               | 3               | 8               | 8               | 171             |
| 6                     | Nilton Molina     | 5               | 4               | 2               | 4               | Rit             | 3               | 2               | 4               | 4               | Rit             | Rit             | Rit             | 1               | 5               | 7               |                 |                 |                 |                 |                 |                 |                 |                 |                 | 150             |
| 7                     | Mateus Laba       | 7               | 10              | 7               | 6               | Rit             | Rit             | 10              | 8               | 10              | Rit             | 4               | 4               | Rit             | 8               | 12              |                 |                 |                 |                 | 7               | 7               | 7               | 11              | 7               | 132             |
| 8                     | Lucas Foresti     | 2               | 1               | 1               |                 |                 |                 |                 |                 |                 |                 |                 |                 |                 |                 |                 |                 |                 | 9               | 8               |                 |                 |                 | 1               | 3               | 128             |
| 9                     | Pietro Fantin     |                 |                 |                 |                 |                 |                 |                 |                 |                 | Rit             | 1               | 1               | 3               | 1               | 2               |                 |                 |                 |                 | Rit             | Rit             | Rit             |                 |                 | 108             |
| 10                    | Victor Guerin     |                 |                 |                 |                 |                 |                 |                 |                 |                 |                 |                 |                 |                 |                 |                 |                 |                 |                 |                 |                 |                 |                 | 4               | 2               | 30              |
| 11                    | Aldo Piedade Jr.  | 9               | 5               | 5               |                 |                 |                 |                 |                 |                 |                 |                 |                 |                 |                 |                 |                 |                 |                 |                 |                 |                 |                 |                 |                 | 24              |
| 12                    | Rodolpho Santos   | 4               | 6               | Rit             |                 |                 |                 |                 |                 |                 |                 |                 |                 |                 |                 |                 |                 |                 |                 |                 |                 |                 |                 |                 |                 | 22              |
| 13                    | Guilherme Silva   |                 |                 |                 |                 |                 |                 |                 |                 |                 |                 |                 |                 |                 |                 |                 |                 |                 |                 |                 |                 |                 |                 | 5               | 13              | 12              |
| F3 Sudamericana Light |                   |                 |                 |                 |                 |                 |                 |                 |                 |                 |                 |                 |                 |                 |                 |                 |                 |                 |                 |                 |                 |                 |                 |                 |                 |                 |
| 1                     | Fernando Resende  | 8               | 7               | 9               | 7               | 2               | 5               | 8               | 5               | 6               | 4               | 5               | 6               | 4               | 7               | 11              | Rit             | 5               | 6               | 9               | 5               | Rit             | 6               | 9               | 6               | 476             |
| 2                     | Ronaldo Freitas   | Rit             | Rit             | 12              | 8               | 3               | 6               | 7               | 6               | 8               | 6               | Rit             | 9               | 5               | 10              | 8               | Rit             | 4               | 5               | 5               | 8               | 3               | 8               | 10              | 10              | 362             |
| 3                     | Duarte Ferreira   | 12              | 9               | 14              | 10              | Rit             | 10              | 6               | 7               | 7               | 3               | 3               | 3               | 7               | 11              | 9               | 4               | Rit             | Rit             | NP              | 6               | 5               | 12              |                 |                 | 306             |
| 4                     | Francisco Díaz    | 10              | 12              | 11              | 9               | 4               | Rit             | 9               | NP              | 9               | 5               | Rit             | 5               | 10              | 9               | 10              | Rit             | 6               | 8               | 6               | Rit             | 4               | 8               | 12              | 9               | 289             |
| 5                     | Daniel Politzer   | Rit             | 11              | Rit             | 11              | NP              | 7               |                 |                 |                 |                 |                 |                 |                 |                 |                 |                 |                 | 7               | 7               | Rit             | 8               | 11              | 13              | 12              | 111             |
| 6                     | Jean Spolaor      |                 |                 |                 | Rit             | 6               | 8               | 11              | 10              | 11              | NP              | NP              | NP              |                 |                 |                 |                 |                 |                 |                 |                 |                 |                 |                 |                 | 56              |
| 7                     | Alberto Cattucci  | Rit             | 8               | 8               |                 |                 |                 |                 |                 |                 |                 |                 |                 |                 |                 |                 |                 |                 |                 |                 |                 |                 |                 |                 |                 | 36              |
| 8                     | Guilherme Lago    |                 |                 |                 |                 |                 |                 |                 |                 |                 |                 |                 |                 |                 |                 |                 |                 |                 |                 |                 | Rit             | Rit             | 10              | Rit             | 11              | 24              |
| Pos                   | Pilota            | BRA             | BRA             | BRA             | CAR             | CAR             | CAR             | CAM             | CAM             | CAM             | VEL             | VEL             | VEL             | CUR             | CUR             | CUR             | SAN             | SAN             | PIR             | PIR             | LON             | LON             | LON             | INT             | INT             | Pts             |

| Colore  | Risultato             |
| ------- | --------------------- |
| Oro     | Vincitore             |
| Argento | 2º posto              |
| Bronzo  | 3º posto              |
| Verde   | Finito a punti        |
| Blu     | Finito senza punti    |
| Viola   | Ritirato (Rit)        |
| Viola   | Non classificato (NC) |
| Rosso   | Non qualificato (NQ)  |
| Nero    | Squalificato (SQ)     |
| Bianco  | Non partito (NP)      |
| Bianco  | Non ha gareggiato     |
| Bianco  | Infortunato (INF)     |
| Bianco  | Escluso (ES)          |
| Bianco  | Gara cancellata (C)   |